# Batalla de Konya (1559)
La batalla de Konya fue un enfrentamiento militar librado en el verano de 1559 entre las fuerzas de los príncipes Bayaceto y Selim por el trono del Imperio otomano, con una decisiva victoria del segundo.

## Antecedentes
Tras la muerte del hijo mayor del sultán Solimán el Magnífico, Şehzade Mustafa, en 1553, sólo quedaron los hijos de la concubina Roxelana para heredar el trono de su padre: Bayaceto y Selim. Cinco años después, con la muerte de la madre de ambos toda posibilidad de mediación se terminó. Bayaceto, entonces gobernador de Kütahya, fue trasladado a la remota Amasya, dificultando por la distancia sus posibilidades de reclamar el trono cuando su padre muriera. En cambio, Selim recibió el gobierno de Konya, mucho más cerca de la capital. A esto se sumó que los poderosos ministros Rüstem Pasha y Lala Kara Mustafa Pasha empezaran a conspirar contra Bayaceto, quemando correspondencia importante del príncipe y escribiendo nuevas cartas incriminatorias.
Entendiendo que lo estaban desplazando para eliminarlo, el príncipe Bayaceto empezó a establecer contactos con jefes tribales y nobles locales descontentos con las políticas centralistas de su padre y su incapacidad para detener la creciente inflación. En la primavera de 1559 ya poseía un ejército de 20.000 soldados otomanos marginalizados y levas de campesinos, kurdos, sirios y turcomanos con los que marchó a Konya.
Sin embargo, su hermano ya había adoptado la actitud de hijo leal a su padre y lo reportó como un rebelde, consiguiendo el apoyo económico y militar de su padre. Pronto el visir Sokollu Mehmet Bajá, los beylerbey (gobernadores) de Anatolia y Karaman y el general Ahmad Pasha se unieron a su ejército. El 8 de mayo el visir Sokollu marchó a unirse a Selim con 1.000 jenízaros, un cuerpo de spahis (caballería ligera), un tren de artillería y 40 cañones. Para paliar la popularidad entre el populacho del príncipe rebelde, el monarca hizo que el gran muftí Ebussuud Efendi proclamara legal luchar y matar a Bayaceto.

## Batalla
En la batalla de dos días, entre el 29 y 30 de mayo, las altamente entrenadas fuerzas de Sokollu fueron claves para romper las líneas rebeldes. Las fuentes indican que Bayaceto destacó en el combate y cerca de 8.000 hombres dejaron sus vidas en el campo. El príncipe vencido logró retirarse en orden y a la mañana siguiente, cuando llegaron enviados de su padre prometiéndole el perdón si se rendía personalmente se negó, recordando el destino de su medio hermano Mustafa.

## Consecuencias
El 5 de junio Solimán concentró un gran ejército en Constantinopla y cruzó el Helesponto para castigar a su hijo.
Bayaceto empezó a negociar con el gobernador de Ereván, Shah Quli Sultan Ustajlu, para conseguir refugio, debiendo pagarle miles de piezas de oro. En agosto, el príncipe cruzó la frontera con apenas 21 camellos, 60 caballos, 20 mulas y 10.000 soldados y seguidores, incluyendo cuatro de sus hijos. El 23 de octubre entraba en Qazvin, capital persa, donde fue recibido con adornos en los edificios, festejos y muestras de adulación de nobles. Le seguía una larga fuerza de infantes, arqueros, mosqueteros y jinetes. Finalmente fue llevado ante el sah Tahmasp I, quien le recibió calurosamente y hasta envió un mensaje pidiendo el perdón para Bayaceto.
El 8 de julio de 1560 una embajada enviada por Selim llegó a Tabriz, trayendo regalos para el sah. Se les permitió pasar a la capital persa. Embajadas con regalos y pedidos de perdón siguieron intercambiándose hasta que el 1 de abril de 1561, Lala Kara se reunió con Solimán y le mencionó por los crecientes desórdenes ocurridos en el lago Van entre los kurdos, animados por el aura romántica que había adquirido su hijo exiliado. En octubre sería ejecutado después que el sah recibiera 300.000 ducados del sultán y 100.000 de Selim.